# Ataxocerithium
Ataxocerithium là một chi ốc biển nhỏ, là động vật thân mềm chân bụng sống ở biển trong họ Cerithiidae.

## Các loài

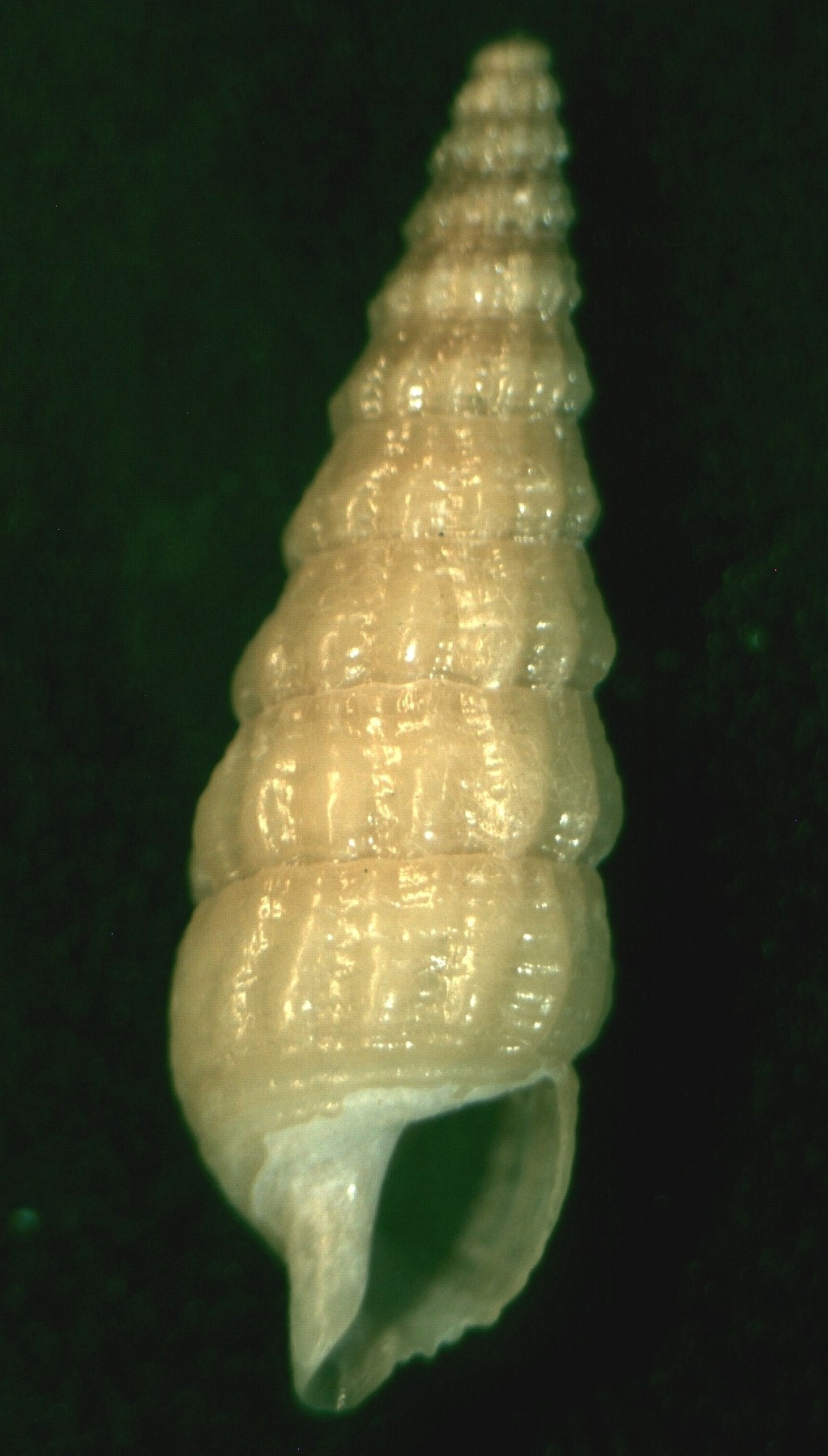
Ataxocerithium serotinum, apertural view

Các loài trong chi Ataxocerithium bao gồm:
- Ataxocerithium abbreviatum (Brazier, 1877) [4]
- Ataxocerithium abnormale (Sowerby III, 1903)
- Ataxocerithium applenum Iredale, 1936
- Ataxocerithium beasleyi Cotton & Godfrey, 1938
- Ataxocerithium eximium Houbrick, 1987
- Ataxocerithium gemmulatum (Woolacott, 1957)
- Ataxocerithium huttoni Cossmann, 1895
- Ataxocerithium pullum
- Ataxocerithium pyramidale
- Ataxocerithium scruposum Iredale, 1936
- Ataxocerithium serotinum (Adams, 1855)

Các loài được đưa vào đồng nghĩa
- † Ataxocerithium perplexum Marshall & Murdoch, 1919: đồng nghĩa của Zeacumantus lutulentus (Kiener, 1842)